# Клиновское сельское поселение
Клиновское се́льское поселе́ние — муниципальное образование в Ковылкинском районе Мордовии Российской Федерации.
Административный центр — село Клиновка.

## История
Статус и границы сельского поселения установлены Законом Республики Мордовия от 7 февраля 2005 года № 13-З «Об установлении границ муниципальных образований Ковылкинского муниципального района, Ковылкинского муниципального района и наделении их статусом сельского поселения, городского поселения и муниципального района».
Законом Республики Мордовия от 12 марта 2010 года, было упразднено Самаевское сельское поселение (сельсовет), а его населённые пункты были включены в Клиновское сельское поселение (сельсовет).

## Население
| 2002 | 2010  | 2012  | 2013  | 2014  | 2015 | 2016 |
| ---- | ----- | ----- | ----- | ----- | ---- | ---- |
| 1303 | ↘1145 | ↘1099 | ↘1066 | ↘1019 | ↘973 | ↘940 |
| 2017 | 2018  | 2019  | 2020  | 2021  |      |      |
| ↘921 | ↘904  | ↘894  | ↘876  | ↘857  |      |      |

## Состав сельского поселения
| № | Населённый пункт | Тип населённого пункта | Население |
| - | ---------------- | ---------------------- | --------- |
| 1 | Виноградовка     | посёлок                | ↘0        |
| 2 | Клиновка         | село                   | ↘139      |
| 3 | Перевесье        | село                   | ↘93       |
| 4 | Самаевка         | посёлок                | ↘654      |
| 5 | Самаевка         | село                   | ↘61       |
| 6 | Чепурновка       | село                   | ↘198      |